# 戸張瀧三郎
戸張 瀧三郎（とばり たきさぶろう、1866年 - ）は、日本の柔道家。号は柳歸斎。

## 経歴

柳歸斎の印

1865年（慶応二年）に武州戸塚に生まれる。江戸に出て各流派を学ぶ。
1894年（明治27年）に天神真楊流の免許皆伝を受けた。
1907年（明治40年）外遊し、欧州の地を五年間遍歴した。この間にオーストリアの医学博士ドクターヨハネに私淑しハイルギムナスチク術を学んだ。
帰郷後に大阪府大阪市北区に移り、関西で講道館柔道と天神真楊流を教えていた。
接骨検定大阪阪府第一回の試験に合格し、堂島ビル及び自邸の診療所に整骨院を開いた。